# عقوبة الإعدام في روسيا

تحتوي قارة أوروبا على أكبر عدد من الدول التي ألغت عقوبة الإعدام. الخريطة لعام 2022.
عقوبة الإعدام ملغاة لكل الجرائم
عقوبة الإعدام ملغاة على أرض الواقع
عقوبة الإعدام قائمة

تُعتبر عقوبة الإعدام في روسيا عقوبة قانونية، ولكنها غير مطبقة بسبب إقرار تعليق مؤقت للقانون، ولم تصدر أو تُنفذ أي أحكام بالإعدام منذ 2 أغسطس 1996. إذ فرض الرئيس الروسي بوريس يلتسين تعليقًا ضمنيًا للقانون في عام 1996، وأُقر صراحة من قِبل المحكمة الدستورية الروسية في عام 1999 وأُعيد التأكيد عليه مرة أخرى عام 2009. حُكم على ثلاثة مقاتلين أجانب بالإعدام في منطقة أوكرانية يحتلها الانفصاليون بدعمٍ روسي في يونيو 2022، منطقةٌ خارج النظام القضائي الروسي؛ لكن الحكم لم يُنفذ.

## معلومات تاريخية

### عقوبة الإعدام الروسية
خلال العصور الوسطى قبل الفترة القيصرية، كانت عقوبة الإعدام في روسيا نادرة نسبيًا، وحتى أنها كانت محظورة في العديد من الإمارات، إن لم يكن معظمها. فرض قانون ياروسلافل (نحو عام 1017) تضييقًا على ماهية الجرائم التي تسوغ الإعدام. وعُدل القانون لاحقًا في معظم أنحاء البلاد لمنع هذه العقوبة تمامًا.
كانت عقوبة الإعدام في الإمبراطورية الروسية تُطبق على نطاق واسع. ففي عام 1398، سُنت واحدة من أولى الوثائق القانونية التي تماثل قانون العقوبات الحديث، وأوردت جريمة واحدة يُعاقَب عليها بالإعدام: سرقةٌ تُنفذ بعد إدانتين سابقتين (السلف الأول لقوانين الجرم المتكرر السارية في العديد من الولايات الأمريكية). يضيف قانون بسكوف لعام 1497 على هذه القائمة عدة جرائم، فيذكر ثلاث حالات خاصة من السرقة (تلك المرتكبة في كنيسة، أو سرقة حصان، أو، كما ذُكر آنفًا، سرقةٌ بعد جرمين سابقين)، بالإضافة إلى الحرق العمد والخيانة. استمر التوجه لزيادة عدد الجرائم التي يُعاقَب عليها بالإعدام: ففي عام 1649، تضمنت هذه القائمة 63 جريمة، رقمٌ تضاعف تقريبًا في عهد القيصر بطرس الأول (بطرس العظيم). كانت أساليب الإعدام قاسية للغاية وفقًا للمعايير الحديثة، وشملت إغراق المحكوم أو دفنه حيًا أو دفع معدن سائل في حلقه.
لم تشاطر إليزابيث (حكمت بين 1741 و1762) آراء والدها بطرس بشأن عقوبة الإعدام، وأوقفتها رسميًا في عام 1745، مشرعةً عمليًا تعليقها المؤقت. استمر هذا التعليق لمدة 11 عامًا، إذ سُمح بعد ذلك بعقوبة الإعدام مجددًا، بعد معارضة شديدة من النبلاء، ومن الإمبراطورة نفسها إلى حد ما.
لعل أول بيان علني بشأن هذه المسألة، استوفى الجدية والقوة على حد سواء، صدر عن كاترين الثانية (كاترين العظيمة)، التي كانت آرائها الليبرالية متوافقة مع قبولها لعصر التنوير. في بيانها الصادر عام 1767، نكاز، أعربت الإمبراطورة عن ازدراءها لعقوبة الإعدام، معتبرة إياها غير مشروعة، مضيفة: «في الحالة المعتادة للمجتمع، فإن عقوبة الإعدام ليست ضرورية ولا تحقق فائدةً مرجوة». ومع ذلك، ظل هناك استثناء صريح مشروع في حالة الشخص الذي، حتى أثناء إدانته وسجنه، «لا زال بحوزته الإمكانات والقوة لإشعال الاضطرابات العامة». انطبق هذا الاستثناء على متمردي ثورة بوغاتشيف عام 1775. شهدت العقود العديدة اللاحقة تحولًا في النظرة العامة ضد عقوبة الإعدام، بما يتفق مع مواقف كاترين. في عام 1824، كان وجود مثل هذه العقوبة من بين أسباب رفض المجلس التشريعي سن صيغة جديدة من قانون العقوبات. بعد عام واحد فقط، فشلت ثورة الديسمبريين، وحكمت المحكمة على 36 متمردًا منهم بالإعدام. كان قرار نيكولاي الأول بتخفيف جميع الأحكام باستثناء خمسة أمرًا غير معتاد في ذلك الوقت، لا سيما وأن الثورات ضد النظام الملكي تؤدي بشكل شبه عالمي إلى إصدار حكم تلقائي بالإعدام، ولربما كان ذلك بسبب تغير آراء المجتمع حول عقوبة الإعدام. بحلول أواخر تسعينيات القرن التاسع عشر، لم تُنفذ عقوبة الإعدام على الإطلاق تقريبًا، واستُعيض عنها بالسجن لمدة 10 وحتى 15 عامًا مع الأشغال الشاقة، رغم أنها لا تزال تُنفذ بتهمة الخيانة (كما في حالة ألكسندر أوليانوف الذي شُنق عام 1887). ومع ذلك، في عام 1910، أُعيد العمل بعقوبة الإعدام واتسع نطاق الجرائم التي تشملها، ولو أن تطبيقها كان نادرًا.

### الجمهورية الروسية
حُظرت عقوبة الإعدام رسميًا في 12 مارس 1917 عقب ثورة فبراير وتأسيس الجمهورية الروسية. في 12 مايو 1917، أُجيز تطبيق عقوبة الإعدام على الجنود في الجبهة.

### روسيا الاتحادية الاشتراكية السوفيتية والاتحاد السوفيتي
أقرت الحكومة السوفيتية إلغاء العقوبة فور توليها السلطة، لكنها سرعان ما عاودت تطبيقها بحق بعض الجرائم. وكان من أبرز هذه الحوادث، إعدام فانيا كابلان في 4 سبتمبر 1918 لمحاولتها اغتيال لينين قبل ستة أيام. كانت عقوبة الإعدام على مدى عدة عقود لاحقة تتناوب بين سماحٍ وحظرٍ، وفي بعض الفترات بتتابع سريع للغاية، في حين خضعت قائمة الجرائم التي يُعاقَب عليها بالإعدام لعدة تغييرات.
في ظل حكم جوزيف ستالين، أُعدم الكثير من الأشخاص خلال التطهير الكبير في ثلاثينيات القرن العشرين. وصدرت العديد من أحكام الإعدام من قِبل لجنة مكونة من ثلاثة مسؤولين معيّنين خصيصًا لها، وتُعرف باسم المفوضية الشعبية الثلاثية للشؤون الداخلية. يشير البحث الأرشيفي إلى أن عدد عمليات الإعدام المنفذة يتراوح بين 700 ألف و800 ألف، في حين يشير تقرير رسمي مُرسل إلى نيكيتا خروتشوف من عام 1954 إلى وجود 642,980 عقوبة إعدام، وتقرير آخر في عام 1956 يشير إلى 688,503، نُفذ منها 681,692 بين عامي 1937 و1938، مما يظهر جدلًا إزاء العدد الدقيق لحالات الإعدام. (انظر أيضًا جوزيف ستالين وحصيلة القتلى ومزاعم الإبادة الجماعية). أُطلق على حكم الإعدام في الاتحاد السوفيتي اسم «الإجراء العقابي الأعلى» (فيساسا ميرا ناكزانيا، في إم إن). غالبًا ما تنتهي الأحكام الصادرة بموجب المادة 58 (النشاط المناهض للثورة) بجملة يشار إليها بالحروف المختصرة في إم إن، وعادةً ما تُنفذ بناءً عليها عقوبة الإعدام من خلال إطلاق الرصاص، لكن الأحكام المعتادة الأخرى كانت السجن لمدة 10 و25 عامًا، أحكامٌ (يطلق عليها اسم رحمة ستالين).
أُلغيت عقوبة الإعدام مرة أخرى في 26 مايو 1947، وأصبح السجن لمدة 25 عامًا أشد عقوبة، لتُسترد بعدها في 12 مايو 1950: أولًا بتهمة الخيانة والتجسس، ثم القتل العمد. وكانت أولى أحكام الإعدام بعدها، تلك التي صدرت بحق المتهمين الرئيسيين في قضية لينينغراد، الذين بدأت محاكمتهم عام 1949. وسع قانون العقوبات لعام 1960 قائمة الجرائم التي يُعاقب عليها بالإعدام. فوفقًا لإحصاءات 1985 - 1989، شكلت عقوبة الإعدام أقل من 1 من بين 2,000 حكم. وفقًا لقاعدة بيانات أرشيف دولة روسيا الاتحادية، صدر بين عامي 1978 و1985، 3,058 حكمًا بالإعدام استؤنفوا أمام مجلس السوفييت الأعلى لروسيا الاتحادية الاشتراكية السوفيتية. أُعدمت امرأة واحدة على أقل تقدير خلال تلك الفترة، وتدعى أنتونينا ماكاروفا، في 11 أغسطس 1978. بعد سقوط الاتحاد السوفيتي، طبق الاتحاد الروسي عقوبة الإعدام على فترات متباعدة، مع ما يصل إلى 10 أحكام أو نحو ذلك بشكل رسمي سنويًا. في عام 1996، حين كان انضمام روسيا إلى مجلس أوروبا قيد النظر، عُلقت عقوبة الإعدام، وظل التعليق ساريًا حتى عام 2021.